# Baptiste Trotignon
Pour les articles homonymes, voir Trotignon.
Baptiste Trotignon est un pianiste de jazz et compositeur français né en 1974 en région parisienne.

## Biographie

### Jeunesse
Après avoir essayé le violon, il se dirige naturellement vers le piano, que son père pratique en amateur. Il rejoint le conservatoire de Nantes à 9 ans, où il obtient des prix de piano et d’écriture. Il découvre le jazz en autodidacte.
Il interprète le rôle de Rydell, un jeune pianiste de jazz, dans le film Le Nouveau Monde réalisé par Alain Corneau en 1995. Il s'installe à Paris, et entre au Conservatoire national supérieur dans la classe de jazz. En 1996, il est second prix de soliste au Concours national de jazz de la Défense et également cité dans Jazzman en tant que « Nouveaux talents ».

### Carrière
En 1998, il monte un trio avec Clovis Nicolas à la contrebasse et Tony Rabeson à la batterie, avec lesquels il sort son premier album Fluide en juin 2000, qui remportera le Djangodor de l'Espoir pour un premier disque. Son deuxième disque, apprécié par les critiques, Sightseeing sort en 2001.
En octobre 2002, il obtient le Grand prix de la Ville de Paris du concours de piano jazz Martial Solal, et quelques mois plus tard, il est lauréat du prix Révélation française de l’année aux Victoires du jazz 2003. C'est cette même année que sort Solo, son premier disque en piano solo. Son second album solo, Solo II, sort en 2005, et sera réédité en 2008 accompagné d'un concert solo à la salle Pleyel.
Tout en multipliant les rencontres (concerts en duo avec Tom Harrell, Brad Mehldau ou Nicholas Angelich ; Rhapsody in Blue de George Gershwin avec l'Orchestre Lamoureux ; musique de film pour le Sartre de Claude Goretta…), il codirige un quartet avec David El Malek pour deux albums, Baptiste Trotignon, David El-Malek, Darryl Hall, Dré Pallemaerts en 2005 et le double album live Fool Time en 2007.
Pour son album Share, il enregistre à New York avec Matt Penman, Otis Brown III et Eric Harland et invite Tom Harrell et Mark Turner sur quatre morceaux. L'album Suite... est un disque enregistré en public à Londres avec les mêmes musiciens (hormis Tom Harrell).
En novembre 2012 est créé le concerto pour piano composé par Baptiste Trotignon, Different Spaces, interprété par Nicholas Angelich (à qui l'œuvre est dédiée) et l'Orchestre national Bordeaux Aquitaine dirigé par Paul Daniel. Le concerto est en quatre mouvements : les deux premiers s'enchainent jusqu'à un final brillant ; suit un Adagio religioso qui peut évoquer le 3e concerto de Bartók. Le dernier mouvement, enchaîné au précédent, se conclut par un Agitato Accelerando. On peut entendre dans ce concerto des échos de la musique de Prokofiev, de Debussy, de Kurt Weill ou encore de Bach. Un enregistrement sort en 2015 avec les mêmes interprètes intitulé Different Spaces. On trouve également sur ce disque Trois Préludes pour piano seul ainsi que Trois Pièces pour deux pianos, joués par Trotignon et Angelich.
En 2013 paraît Hit, un album en trio avec Thomas Bramerie et Jeff Ballard, qui met en valeur la dimension percussive (placement rythmique, accentuation) et le goût pour la mélodie de Trotignon.
En 2017, il remporte le Grand prix lycéen des compositeurs de la Maison de la musique contemporaine pour son concerto pour piano, Different Spaces. La même année paraît Chimichurri, en duo avec le percussionniste Minino Garay, avec un répertoire de compositions du pianiste, de chansons (Leonard Bernstein, Paul McCartney), de standards de jazz (Thelonious Monk, Charlie Parker) et de tangos (Carlos Gardel).
En 2023 parait Brexit Music, album sur lequel il joue des classiques de la pop britannique : The Beatles, Radiohead, Pink Floyd, The Rolling Stones, The Police, Led Zeppelin, Elvis Costello, Robert Wyatt… À cette occasion, il renoue avec le trio, formule mise de côté depuis Hit, cette fois-ci en compagnie de Matt Penman et Greg Hutchinson.

## Récompenses
- 2001 : Djangodor de l'espoir pour un premier disque pour Fluide
- 2002 : Grand prix de la Ville de Paris du Concours de piano jazz Martial Solal
- 2003 : Victoires du jazz dans la catégorie Révélation instrumentale française de l’année (Prix Frank-Ténot)
- 2017 : Grand prix lycéen des compositeurs pour Different Spaces

## Discographie

### En tant que leader
- 2000 : Fluide (Naïve Records)
- 2001 : Sightseeing (Naïve)
- 2003 : Solo (Naïve)
- 2005 : Solo II (Naïve)
- 2009 : Share[13] (Naïve)
- 2010 : Suite... (Naïve)
- 2012 : Song, Song, Song (Naïve)
- 2014 : Hit (Naïve)
- 2019 : You've Changed, piano solo et duos avec Joe Lovano, Avishai Cohen, Ibrahim Maalouf, Thomas de Pourquery, Vincent Ségal et Camélia Jordana (Sony Classical)
- 2022 : Body and Soul, piano solo (Paradis Improvisé)
- 2023 : Brexit Music (Paradis Improvisé)

### En tant que coleader
- 2005 : B. Trotignon/D. El-Malek, avec David El-Malek (Naïve)
- 2006 : Flower Power, avec Aldo Romano (Naïve)
- 2007 : Fool time, avec David El-Malek (Naïve)
- 2013 : Dusk Is a Quiet Place, avec Mark Turner (Naïve)
- 2016 : Ancestral Memories, avec Yosvany Terry (de) (Okeh Records-Sony Music)
- 2016 : Chimichurri, avec Minino Garay (Okeh Records-Sony Music)
- 2024 : Piano voix, avec Arthur Teboul (Tôt ou tard)
- 2024 : PianoForte, avec Éric Legnini, Bojan Z et Pierre de Bethmann (Artwork Records)

### En tant que compositeur
- 2015 : Different Spaces, avec Nicholas Angelich, Orchestre national Bordeaux Aquitaine dirigé par Paul Daniel (Naïve)
- 2022 : Anima, avec l'Orchestre Victor-Hugo Franche-Comté dirigé par Jean-François Verdier (Alpha)

### En tant qu'accompagnateur
- 1995 : Jean-Luc Chevalier, Hommage à Jaco (Seventh Records)
- 1998 : Claudia Solal, My Own Phoolosophy (Soundhills)
- 2001 : Christian Brun, French Songs (Elabeth)
- 2001 : Pierrick Pédron, Cherokee (Elabeth)
- 2002 : Doudou Gouirand, Les Racines Du Ciel (RDC Records)
- 2002 : Moutin Reunion Quartet, Power Tree (Shai - Dreyfus/USA)
- 2002 : Bill Mobley & The Space Time Big Band New Light (Space Time Records)
- 2003 : Jerome Barde, Melodolodie (Sunnyside)
- 2003 : OLH Orchestra/Geoffroy Tamisier & Kenny Wheeler, G Meets K (Yolk records)
- 2003 : Hervé Krief, Paradis artificiels (NextMusic)
- 2003 : Moutin Reunion Quartet, Red Moon (Nocturne)
- 2004 : Rick Margitza, Bohemia (Nocturne)
- 2004 : André Ceccarelli, Carte blanche (Dreyfus Jazz)
- 2006 : Aldo Romano, Chante (Dreyfus Jazz)
- 2007 : Stefano Di Battista, Trouble Shootin’ (Blue Note)
- 2008 : Jean Fauque, 13 aurores
- 2008 : Franck Agulhon, Solisticks/2
- 2009 : André Ceccarelli, Sweet People (CamJazz)
- 2011 : Aldo Romano, Inner Smile
- 2012 : Jacques Schwarz-Bart, Art of Dreaming (Aztec Musique)
- 2013 : Marc Miralta w/Perico Sambeat, Flamenco Reunion (Contrabaix)
- 2014 : Mélanie Dahan, Keys
- 2014 : Minino Garay, Vamos
- 2016 : Natalie Dessay, Pictures of America (arrangements)
- 2017 : Kate Lindsey, Thousands of miles
- 2017 : Jairo, Jazziro (Geomuse/10h10)
- 2018 : Frank Woeste, Libretto Dialogues Vol. 1 (Adami)
- 2019 : Maxime Le Forestier, Paraître ou ne pas être (Polydor)
- 2020 : Aldo Romano, Reborn (Le Triton)
- 2022 : Didier Squiban, Symphonie du Ponant (Symphonie concertante pour 6 solistes) (Coop Breizh)